# ROSS
ROSS (ryska: РОСС, Российская орбитальная служебная станция, Rossijskaja orbitalnaja sluzjebnaja stantsija svenska: Ryska servicestationen i omloppsbana) är en föreslagen rysk rymdstation som planeras att börja byggas 2026. Den är sprungen ur konceptet OPSEK som delvis byggde på att Ryssland skulle återanvända segment som nu är del av ISS efter att den stationen tas ur drift. Konceptet utvecklades till ROSS som ska bli en ny fristående rysk rymdstation byggd från grunden utan moduler från det ryska segmentet på ISS.

## Översikt
I april 2021 tillkännagav företrädare för Roskosmos planer på att eventuellt lämna samarbetet kring efter 2024, och angav oro över tillståndet för dess åldrande moduler. Den 26 juli 2022 meddelade Roskosmos att beslutet hade tagits att dra sig ur ISS-programmet efter 2024.  En ny rymdstation, vid namn ROSS, som drivs helt av Roskosmos, skulle skjutas upp i mitten av 2020-talet. Det första besättningsuppdraget är planerat till 2026.
ROSS kommer att placeras i en solsynkron bana på 400 km höjd, vilket gör det möjligt för den att övervaka hela jordens yta, särskilt den arktiska regionen. Denna omloppsbana kommer att göra det möjligt för stationen att fylla två viktiga funktioner: högfrekventa observationer av Ryssland från rymden och enklare åtkomst till stationen jämfört med ISS, vilket kommer att möjliggöra fler medicinska och fysiologiska experiment än vad som för närvarande är möjligt på det ryska segmentet av ISS.

## Planerade moduler
NEM-1 kommer att vara kärnmodulen i ROSS. NEM-1, som ursprungligen var tänkt att sändas upp till den internationella rymdstationen 2024, kommer istället att genomgå 1,5–2 års ombyggnad för att förbereda modulen för dess nya roll som kärnmodul i ROSS. NEM-1 planeras att skjutas upp 2026 på en Angara A5-raket från kosmodromen i Vostotjnyj och en ny kärnmodul (liknande NEM-1) är planerad att skjutas upp 2028.
ROSS planeras att, vid färdigställandet 2035, att bestå av upp till sju moduler. Det första fasen av konstruktionen kommer att bestå av fyra moduler: basmodulen NEM-1, en uppgraderad NEM, en nodmodul och en gatewaymodul. Den andra fasen kommer att innehålla logistik- och produktionsmoduler, samt en plattformsmodul för service av rymdfarkoster. En kommersiell modul för upp till fyra rymdturister är också under övervägande.